# Duas Mulheres e um Pônei
Duas Mulheres e um Pônei é um filme brasileiro de sexo explícito realizado na Boca do Lixo de São Paulo em 1987 e dirigido por Juan Bajon.

## Sinopse
Ronaldo (Fernando Sabato) está viajando pela zona rural, quando de repente, saindo das matas secas que encobrem a estrada, surge uma moça (Márcia Ferro), gritando e pedindo por socorro. Ele, como bom samaritano, vai ao encontro da desesperada, acabando por socorrê-la de um suposto estupro.

## Elenco
- Fernando Sábato ... Ronaldo
- Márcia Ferro
- Emerson Cordeiro
- Michelle Darc